# The Mark of the Rani
The Mark of The Rani (La marca de la Rani) es el tercer serial de la 22ª temporada de la serie británica de ciencia ficción Doctor Who, emitido originalmente en dos episodios semanales del 2 al 9 de febrero de 1985. Fue la primera historia en la que apareció la Señora del Tiempo renegada conocida como la Rani.

## Argumento
Algo no va bien en el pueblo minero de Killingworth, en la Inglaterra del siglo XIX. Alguien está gaseando a los mineros en la casa de baños y transformándolos en gamberros y vándalos que atacan a la gente y destrozan la maquinaria, creyéndolos el resto de la gente ludistas. El Sexto Doctor y Peri Brown son testigos del fenómeno cuando llegan a Killingworth en busca de la causa de cierta distorsión temporal, y él también se da cuenta de que uno de los mineros destrozones tiene una extraña marca roja en el cuello Con su habitual audacia, The Doctor se impone al terrateniente local, Lord Ravensworth, preocupado por la ferocidad de los ataques ludditas locales, y el hombre más pasivo se vuelve repentinamente violento e impredecible.
La respuesta está en el lavadero local. El Maestro ha aparecido en este punto clave de la historia humana y se abre camino hacia la presencia de la anciana que dirige el lavadero: en realidad, otro Señor del Tiempo conocido como el Rani. Ella es una dotada química y está utilizando la configuración del lavadero para anestesiar a los mineros y destilar de ellos los neuroquímicos que permiten el sueño. Esto es lo que explica la marca roja en las víctimas. Estos productos químicos se sintetizan para su uso en Miasimia Goria, un planeta que ella gobierna y que el Maestro visitó, donde sus otros experimentos han dejado a los habitantes sin la capacidad de descansar. Él la convence de que deben tratar con el Doctor juntos, pero también le roba parte del valioso líquido cerebral que recolectó para asegurar su colaboración. Es una asociación rocosa, llena de medias verdades y engaños. El Maestro se dirige a tratar con el Doctor, incitando a los mineros locales a atacar a su enemigo y persuadir a algunos de ellos para que arrojen la TARDIS del Doctor por un pozo de extracción.
Mientras tanto, el Doctor se vistió como minero y se infiltró en la casa de baños, donde pronto deduce los planes de Rani. Ella lo atrapa pero él todavía desafía su ética, lo que la llevó a revelar que ha estado viniendo a la Tierra durante siglos para cosechar sus preciados químicos. El Doctor, atado a un carro, es colocado en la parte superior de un carro de la mina por un grupo de mineros ruidosos y empujado hacia abajo por una pendiente. El carro traquetea a lo largo de sus rieles, acercándose rápidamente a la entrada abierta al pozo de la mina ...
Afortunadamente, el inventor George Stephenson salva al Doctor justo a tiempo. Más tarde, el Doctor y Peri visitan a Stephenson en su cabaña. Stephenson ha planeado una reunión de genios científicos y de ingeniería en la aldea. El Doctor está preocupado por la sabiduría de tal reunión en las circunstancias actuales, pero en otras partes el Maestro está tan desesperado por ver el evento que usa el control mental sobre el joven ayudante de Stephenson, Luke Ward, diciéndole que mate a cualquiera que intente Prevenirlo. El Maestro quiere usar los mejores cerebros de la Revolución Industrial para ayudar a acelerar el desarrollo de la Tierra y luego usar el planeta como una base de poder. Él llega a un acuerdo con el Rani para que ella pueda regresar a la Tierra en cualquier momento para cosechar más fluido cerebral si ella lo ayuda a lograrlo.
Mientras los villanos están ausentes, el Doctor regresa al lavadero y esquiva las trampas explosivas para encontrar un camino hacia la TARDIS de Rani. Su sala de control contiene frascos de embriones de dinosaurios preservados. Ella convoca su nave al viejo trabajo minero usando un dispositivo de control remoto, con el Doctor todavía adentro. Se esconde mientras sus adversarios conversan, y los Rani confiesan haber puesto minas terrestres en la cercana Redfern Dell; y cuando la costa está despejada, el Doctor se escabulle para informar a Ravensworth, Stephenson y Luke, a quienes ve que se comporta de manera extraña.
Para ser útil, Peri está utilizando sus conocimientos botánicos para hacer un soplo de sueño para los mineros afligidos, pero su búsqueda de hierbas la lleva a Redfern Dell. El Doctor llega a tiempo para salvarla, pero no antes de que Luke accidentalmente pise una mina y se convierta en un árbol. Luego, el Doctor sorprende al Maestro y al Rani, que acechan al borde del Dell, y los toma prisioneros con el propio Eliminador de Compresión Tisular del Maestro. Peri se encarga de ellos, pero la tortuosidad de Rani supera a la Maestra y ella es la que les permite escapar. El Rani y el Maestro huyen en su TARDIS, pero el Doctor ha saboteado el sistema de navegación y el regulador de velocidad, y el barco comienza a perder el control. En la condición desestabilizada, uno de los frascos que contiene un embrión Tyrannosaurus rex cae al suelo y la criatura comienza a crecer, afectada por el derrame en el tiempo. El Maestro y el Rani están "atrapados" contra una de las paredes de la TARDIS de Rani, debido a la velocidad a la que están viajando; y están indefensos a merced del tiranosaurio inmaduro que envejece rápidamente.
El Doctor y Peri hacen un intercambio con Ravensworth, quien ha recuperado la TARDIS y acepta la ampolla de fluido cerebral, que debe administrar a los mineros afectados. Ante los ojos de un científico asombrado y su financiero, la TARDIS se va.

### Continuidad
Kate O'Mara volvería a interpretar el papel de la Rani dos veces, en la historia debut del Séptimo Doctor Time and the Rani (1987) y en el especial del 30 aniversario Dimensions in Time (1993). En esta historia regresa El Amo, sin explicación de cómo escapó de su aparentemente fallecimiento al final de Planet of Fire (1984).

## Producción
| Episodio          | Fecha de emisión     | Duración | Espectadores en millones | Estado en el archivo  |
| ----------------- | -------------------- | -------- | ------------------------ | --------------------- |
| Episodio 1        | 2 de febrero de 1985 | 45:01    | 6,3                      | Cinta original en PAL |
| Episodio 2        | 9 de febrero de 1985 | 44:32    | 7,3                      | Cinta original en PAL |
| [ 1 ] [ 2 ] [ 3 ] |                      |          |                          |                       |

Los títulos provisionales de la historia fueron Too Clever By Far (Demasiado lista, de largo) y Enter the Rani (Entra la Rani). Esta fue la última historia de la serie clásica dirigida por una mujer. La siguiente ocasión tendría que esperar hasta 2007 con el episodio Parpadeo (dirigido por Hettie MacDonald).
La banda sonora de la historia fue obra del compositor Jonathan Gibbs. John Lewis, músico británico (compositor de uno de los éxitos de la banda M), había sido originalmente el elegido para componer la música, pero una repentina serie de enfermedades (que acabaron con su vida) le impidió terminar el trabajo y obligó al equipo de producción a asignar la tarea a Gibbs justo después de que Lewis hubiera completado la música del primer episodio. Esa música de Lewis se incluyó en la publicación en DVD del serial.
En los créditos de ambos episodios se incluyó el siguiente letrero: "La BBC desea reconocer la cooperación del Ironbridge Gorge Museum". Esta fue la primera temporada desde The Gunfighters en la temporada 3 en la que se incluyó personajes históricos concretos, en este caso el terrateniente Lord Ravensworth y su empleado George Stephenson. La palabra "Rani" significa "Reina" o "Maestra" en hindi.

## Publicaciones comerciales
The Mark of the Rani se publicó en VHS en julio de 1995. El DVD se publicó el 4 de septiembre de 2006. El 11 de agosto de 2008 se produjo su publicación en itunes.